# Barbara Schett
Barbara Schett Eagle (Innsbruck, 10 de marzo de 1976) es una exjugadora de tenis austríaca, que logró su más alto puntaje en septiembre de 1999. Terminó su carrera en el 2005 en el Abierto de Australia. Entre 1993 y 2004 participó en 48 juegos para la Austria Fed Cup team, ganando 30 de ellos. También, representó a Austria en las Olimpiadas de Sídney en el año 2000. Trabaja para Eurosport como comentarista y presentadora.

## Carrera

### 1991–1995
Barbara Schett hizo su debut en el WTA Tour en el torneo en Kitzbühel. Jugó principalmente en el Circuito ITF y ganó el torneo ITF en Zaragoza en 1992. En 1993, alcanzó el cuartos de final en Kitzbühel y Montpellier. En Kitzbühel, Schett venció Katerina Maleeva en la tercera ronda, y perdió en el cuartos de final contra Judith Wiesner.
En 1994, jugó su primer torneo Grand slam, calificando para el Abierto de Australia. Schett logró su primera semifinal en el WTA Tour en el Generali Señoras Linz, perdiendo contra Sabine Appelmans. Hizo su debut en el 1994 French Open, pero fue derrotada en la primera ronda. El año siguiente,  logró la semifinal del Internazionali Femminili di Palermo y el cuartos de final del ECM Prague Open, y también hizo su debut de Fed Cup para Austria contra los Estados Unidos.

### 1996
Barbara Schett empezó la temporada jugando en el ASB Classic en Auckland, Medibank Internacional en Sídney y en el Abierto de Australia. En este último, logró llegar a la cuarta ronda, pero perdió contra la alemana Anke Huber. En la tercera ronda, derrotó a Helena Suková.
En este mismo año, destaca su desempeño individual en el Torneo Bausch & Lomb en la Isla Amelia, el Internazionali Femminili, la victoria sobre Sabine Tajo en Palermo y el primer Tier I. Además, fue semifinalista en el Torneo de Moscú y venció a la octava campeona mundial, Magdalena Maleeva, en el Torneo Bausch & Lomb. Esa fue su primera victoria entre las primeras 10 jugadoras mundiales. También participó para Austria en la Fed Cup contra Alemania, perdiendo su partido contra Steffi Graf. Schett también logró las semifinales del Mutua Madrileña (con Patty Schnyder), el título de Palermo (con Janette Husárová) y la final del Tier I Kremlin Cup (con Silvia Farina Elia). Este fue el primer año que Schett terminó entre las 50 jugadoras mundiales con el lugar 38.

### 1997
Barbara Schett empezó la temporada perdiendo en la primera ronda del ASB Clasic en Auckland, y después, perdió en el Moorilla Hobart Internacional en Hobart, también en la primera ronda. Logró la tercera ronda del Australian Open, perdiendo contra Martina Hingis, quién ganó el torneo más tarde. Fue así como, tuvo tres torneos perdidos consecutivos, en el Open Gaz de Francia (París), en Hanover y en el Pacific Life Open (Indian Wells).
Pero después, logró la cuarta ronda de Miami Master (contra Iva Majoli en tres conjuntos, 6-2, 4-6, 6-2) y la tercera ronda en Hilton Head (contra Martina Hingis con 6-3, 6-3). Llegó a la segunda ronda del Campeonato Bausch & Lomb (contra Jana Novotná), el cuartos de final en Hamburgo (contra Ruxandra Dragomir), la segunda ronda del Italian Open (contra Monica Seles) y la segunda ronda del German Open (contra Arantxa Sánchez Vicario). Cuando jugó con Silvia Farina Elia, Schett logró las semifinales del torneo de torneos femeninos en París, y el cuartos de final del Hanover y Roma (Roma con Patty Schnyder). En el segundo grand slam de la temporada, el 1997 French Open, Schett se retiró de su primer partido. Su siguiente torneo fue el Campeonato de 1997 Wimbledon, donde perdió en la segunda ronda contra Magdalena Grzybowska (4-6, 6-3, 6-2).
Schett logró su primera final consecutiva en el Internazionali Femminili di Palermo, pero perdió contra Sandrine Testud; también ganó el título doble con Silvia Farina Elia. Después, perdió en la primera ronda de J&S Cup en Varsovia con Virginia Ruano Pascual. Schett ganó su segundo torneo en el WTA de Austria en Maria Lankowitz. Derrotó a Henrieta Nagyová en la final. 
Terminó la temporada de 1997 en el Zürich Open.Se retiró de su partido de la primera ronda, jugado contra Ai Sugiyama.

### 1998
Perdió en la primera ronda del ASB Clasic jugando con Julie Halard-Decugis; después logró el cuartos de final del Moorilla Hobart Internacional (contra Patty Schnyder). También, logró la cuarta ronda del 1998 Australian Open, pero fue derrotada por Conchita Martínez en conjuntos de: 6-3, 6-3. Después de haber perdido en las primeras etapas de los torneos (Open Gaz de Francia, Hanover, Indian Wells, Miami, Hilton Head e Isla de Amelia), Schett logró la semifinal en Hamburgo. En Hamburgo, también logró el título doble junto con Patty Schnyder.
Ese mismo año, perdió en la segunda ronda de los torneos Italian Open y el German Open,sin embargo alcanzó a llegar las semifinales de Mutua Madrileña (contra Dominique Van Roost). Jugó con Adriana Gerši en la primera ronda del 1998 French Open, y después contra Venus Williams en la segunda ronda del Campeonato de 1998 Wimbledon. Schett logró el cuarto de final del WTA Austria, perdiendo contra Emmanuelle Gagliardi. Después, alcanzó cuarta final consecutiva en el Internazionali Femminili di Palermo, pero fue derrotada por Patty Schnyder. En Boston,  jugó su segunda final consecutiva, pero perdió contra Mariaan de Swardt. Después de las primeras rondas perdidas en el Du Maurier Open y el Pilot Pen Tennis New Haven, ella perdió contra Amanda Coetzer en la tercera ronda del 1998 US Open.
Fue eliminada en la primera ronda del Filderstadt contra Anna Kournikova en tres conjuntos, 1-6, 6-4, 7-6(5).  Perdió contra Nathalie Tauziat en el cuartos de final del Zürich Abierto y a Monica Seles en la segunda ronda de la Taza de Kremlin.

### 1999–2005
1999 – Alcanzó posicionarse entre las primeras 10 jugadoras mundiales, ganando $725,865 dólares y puntuando 47 Torneos individuales ganados. Venció a la novena jugadora Conchita Martínez y al cuarto lugar, Arantxa Sánchez Vicario en camino a la semifinal de Sídney. Además, logró su primer Tier I final en Moscú, y el Grand Slam cuartos de final en los US Open.
2000 – Ganó su tercera carrera en Klagenfurt. Alcanzó la victoria sobre Amanda Coetzer y Nathalie Tauziat. Se retiró de París & Hanover en febrero con un daño del músculo del abdomen,  dejó Estrasburgo en mayo a causa de una infección de seno y de Linz por dedo de su mano derecha infectado.
2001– Semifinalista en Doha (l. A Hingis) y cuartos de final en Viena y Moscú. Obtuvo su primera victoria sobre Venus Williams en el French Open. Ganó los juegos en pareja de Sydney (con Kournikova), logrando el octavo lugar.
2002 – Estuvo entre los primeros 50 lugares. Este año, logró llegar en cinco ocasiones a cuartos de final, incluyendo el Canadian Open. También ganó los dobles de Hamburgo (con Hingis). Además,  obtuvo una invitación de la Asociación de Tenis de Hong Kong para jugar The Hong Kong Ladies Challenge 2002.
2003 – Aparte de lograr llegar a la semifinal de Madrid, el cuartos de final de Gold Coast y la tercera ronda de Roland Garros, no ganó partidos consecutivos en toda la temporada. En juegos de pareja ganó París [Indoors] (con Schnyder) y logró el Hobart final (con Wartusch). En el French Open, sufrió una derrota de 6–0, 6–0 con la campeona Serena Williams.
2004. Alcanzó la posición del 77avo lugar en Indian Wells, derrotando a Paola Suárez 6–3 6–4 y el cuartos de final en Estoril y Hertogenbosch. En pareja, ganó títulos en París (con Schnyder), Budapest (con Mandula) y Estocolmo (con Molik). También quedó como finalista en Hobart (con Callens), y semifinalista en Hertogenbosch, Los Ángeles, EE. UU. Schett anunció planes en octubre para retirarse después del 2005 Australian Open.
2005 – Jugó su último torneo profesional en el Australian Open, alcanzando su última victoria en la primera ronda. 

### Logros
Barbara Schett ganó un total de 13 WTA torneos, 3 en la categoría individual y 10 en la de parejas. También ganó un ITF torneo. En 1999 calificó para el final de temporada del WTA Tour Championships alcanzando el cuartos de final y fue nombrada como la jugadora más destacada en TENNIS Magazine.

## Vida personal
Está casada con el jugador de tenis australiano Joshua Eagle. El 28 de abril de 2009, Barbara tuvo un hijo llamado Noah.
Entre sus amistades se incluyen las jugadoras de tenis Anke Huber, Daniela Hantuchová, Janette Husárová, Anna Kournikova, Iva Majoli, Jennifer Capriati, Chanda Rubin y Patty Schnyder; admira el estilo del jugador Stefan Edberg.

## Estadística de carrera

### WTA Juegos individuales ganados (3)
| Leyenda            | Leyenda |
| ------------------ | ------- |
| Grand Slam (0)     |         |
| WTA Campeonato (0) |         |
| Tier I (0)         |         |
| Tier II (0)        |         |
| Tier III (1)       |         |
| Tier IV & V (2)    |         |
| Olimpiadas (0)     |         |

| Núm. | Fecha               | Torneo                              | Ubicación                | Superficie    | Adversario en la final | Puntuación    |
| 1.   | 21 de julio de 1996 | Internazionali Femminili di Palermo | Palermo, Italia          | Tierra batida | Sabine Tajo            | 6–3, 6–3      |
| 3.   | 3 de agosto de 1997 | WTA Austria                         | Maria Lankowitz, Austria | Tierra batida | Henrieta Nagyová       | 3–6, 6–2, 6–3 |
| 4.   | 16 de julio de 2000 | Uniqa Grand Prix                    | Klagenfurt, Austria      | Tierra batida | Patty Schnyder         | 5–7, 6–4, 6–4 |

### WTA singles subcampeona (3)
| Núm. | Fecha                 | Torneo                              | Ubicación              | Superficie    | Adversario en la final | Puntuación    |
| 1.   | 19 de julio de 1998   | Internazionali Femminili di Palermo | Palermo, Italia        | Tierra batida | Patty Schnyder         | 6–1, 5–7, 6–2 |
| 2.   | 14 de agosto de 1998  | Taza de Boston                      | Boston, Estados Unidos | Dura          | Mariaan de Swardt      | 3–6, 7–6, 7–5 |
| 3.   | 24 de octubre de 1999 | Taza de Kremlin                     | Moscú, Rusia           | Moqueta       | Nathalie Tauziat       | 2–6, 6–4, 6–1 |

### WTA Juegos dobles ganados (10)
| Leyenda             | Leyenda |
| ------------------- | ------- |
| Grand Slam (0)      |         |
| WTA Campeonatos (0) |         |
| Tier I (0)          |         |
| Tier II (5)         |         |
| Tier III (0)        |         |
| Tier IV & V (5)     |         |
| Olimpiadas (0)      |         |

| Núm. | Fecha                 | Torneo                              | Ubicación               | Superficie    | Pareja             | Adversarios en la final                    | Puntuación    |
| 1.   | 21 de julio de 1996   | Internazionali Femminili di Palermo | Palermo, Italia         | Tierra batida | Janette Husárová   | Florencia Labat Barbara Rittner            | 6–1, 6–2      |
| 2.   | 20 de julio de 1997   | Internazionali Femminili di Palermo | Palermo, Italia         | Tierra batida | Silvia Farina Elia | Florencia Labat Mercedes Paz               | 2–6, 6–1, 6–4 |
| 3.   | 3 de mayo de 1998     | WTA Hamburgo                        | Hamburgo, Alemania      | Tierra batida | Patty Schnyder     | Martina Hingis Jana Novotná                | 7–6, 3–6, 6–3 |
| 4.   | 10 de enero de 1999   | ASB Clásico                         | Auckland, Nueva Zelanda | Dura          | Silvia Farina Elia | Seda Noorlander Marlene Weingärtner        | 6–2, 7–6      |
| 5.   | 14 de enero de 2001   | Medibank Internacional              | Sídney, Australia       | Dura          | Anna Kournikova    | Lisa Raymond Rennae Stubbs                 | 6–2, 7–5      |
| 6.   | 5 de mayo de 2002     | WTA Hamburgo                        | Hamburgo, Alemania      | Tierra batida | Martina Hingis     | Daniela Hantuchová Arantxa Sánchez Vicario | 6–1, 6–1      |
| 7.   | 9 de febrero de 2003  | Abierto Gaz de Francia              | París, Francia          | Moqueta       | Patty Schnyder     | Marion Bartoli Stéphanie Cohen-Aloro       | 2–6, 6–2, 7–6 |
| 8.   | 15 de febrero de 2004 | Abierto Gaz de Francia              | París, Francia          | Moqueta       | Patty Schnyder     | Silvia Farina Elia Francesca Schiavone     | 6–3, 6–2      |
| 9.   | 2 de mayo de 2004     | Budapest Magnífica Prix             | Budapest, Hungría       | Tierra batida | Petra Mandula      | Virág Németh Ágnes Szávay                  | 6–3, 6–2      |
| 10.  | 8 de agosto de 2004   | Nordea Nórdico Ligero Abierto       | Estocolmo, Suecia       | Dura          | Alicia Molik       | Emmanuelle Gagliardi Anna-Lena Grönefeld   | 6–3, 6–3      |

## Record frente a Top-10
| Jugadora                      | Record | V%    | Pista de superficie dura | Pista de tierra batida | Pista de césped | Pista de moqueta |
| N°1                           |        |       |                          |                        |                 |                  |
| Amélie Mauresmo               | 1–0    | 100%  | 1–0                      | 0–0                    | 0–0             | 0–0              |
| /Jelena Janković              | 1–1    | 50%   | 1–1                      | 0–0                    | 0–0             | 0–0              |
| Arantxa Sánchez Vicario       | 3–4    | 42.9% | 2–2                      | 0–2                    | 0–0             | 1–0              |
| Jennifer Capriati             | 2–4    | 33.3% | 1–2                      | 0–1                    | 0–0             | 1–1              |
| Kim Clijsters                 | 1–2    | 33.3% | 1–1                      | 0–1                    | 0–0             | 0–0              |
| Justine Henin                 | 1–3    | 25%   | 0–2                      | 0–1                    | 0–0             | 1–0              |
| Venus Williams                | 1–4    | 20%   | 0–2                      | 1–0                    | 0–1             | 0–1              |
| / Steffi Graf                 | 0–3    | 0%    | 0–1                      | 0–1                    | 0–0             | 0–1              |
| Serena Williams               | 0–3    | 0%    | 0–1                      | 0–2                    | 0–0             | 0–0              |
| / Monica Seles                | 0–6    | 0%    | 0–2                      | 0–2                    | 0–0             | 0–2              |
| Lindsay Davenport             | 0–7    | 0%    | 0–4                      | 0–0                    | 0–1             | 0–2              |
| Martina Hingis                | 0–11   | 0%    | 0–7                      | 0–4                    | 0–0             | 0–0              |
| Jugadoras en el segundo lugar |        |       |                          |                        |                 |                  |
| Conchita Martínez             | 2–4    | 33.3% | 2–2                      | 0–1                    | 0–1             | 0–0              |
| Anastasia Myskina             | 1–3    | 25%   | 0–1                      | 0–1                    | 0–0             | 1–1              |
| / Jana Novotná                | 1–4    | 20%   | 0–0                      | 1–2                    | 0–0             | 0–2              |
| Vera Zvonareva                | 0–2    | 0%    | 0–2                      | 0–0                    | 0–0             | 0–0              |
| Jugadoras en el tercer lugar  |        |       |                          |                        |                 |                  |
| Nathalie Tauziat              | 4–5    | 44.4% | 2–0                      | 2–1                    | 0–0             | 0–4              |
| Elena Dementieva              | 1–2    | 33.3% | 1–2                      | 0–0                    | 0–0             | 0–0              |
| Amanda Coetzer                | 2–5    | 28.6% | 2–4                      | 0–1                    | 0–0             | 0–0              |
| Mary Pierce                   | 0–2    | 0%    | 0–1                      | 0–1                    | 0–0             | 0–0              |
| Jugadoras en el cuarto lugar  |        |       |                          |                        |                 |                  |
| / Helena Suková               | 2–0    | 100%  | 1–0                      | 0–0                    | 0–0             | 1–0              |
| Magdalena Maleeva             | 1–0    | 100%  | 0–0                      | 1–0                    | 0–0             | 0–0              |
| Francesca Schiavone           | 1–0    | 100%  | 0–0                      | 1–0                    | 0–0             | 0–0              |
| / Anke Huber                  | 2–6    | 25%   | 0–2                      | 1–1                    | 0–0             | 1–3              |
| / Iva Majoli                  | 1–4    | 20%   | 0–2                      | 1–1                    | 0–0             | 0–1              |
| Mary Joe Fernández            | 0–1    | 0%    | 0–1                      | 0–0                    | 0–0             | 0–0              |
| Kimiko Date-Krumm             | 0–2    | 0%    | 0–2                      | 0–0                    | 0–0             | 0–0              |
| Jelena Dokić                  | 0–2    | 0%    | 0–0                      | 0–1                    | 0–1             | 0–0              |
| Jugadoras en el quinto lugar  |        |       |                          |                        |                 |                  |
| / Natasha Zvereva             | 2–0    | 100%  | 2–0                      | 0–0                    | 0–0             | 0–0              |
| Anna Chakvetadze              | 0–1    | 0%    | 0–1                      | 0–0                    | 0–0             | 0–0              |
| Daniela Hantuchová            | 0–7    | 0%    | 0–5                      | 0–1                    | 0–0             | 0–1              |
| Jugadoras en el sexto lugar   |        |       |                          |                        |                 |                  |
| Katerina Maleeva              | 2–0    | 100%  | 0–0                      | 1–0                    | 0–0             | 1–0              |
| Chanda Rubin                  | 5–4    | 55.6% | 3–3                      | 2–1                    | 0–0             | 0–0              |
| Flavia Pennetta               | 1–1    | 50%   | 0–0                      | 0–1                    | 1–0             | 0–0              |
| Jugadoras en el séptimo lugar |        |       |                          |                        |                 |                  |
| Patty Schnyder                | 4–5    | 44.4% | 1–1                      | 1–4                    | 0–0             | 2–0              |
| Julie Halard-Decugis          | 1–2    | 33.3% | 1–1                      | 0–0                    | 0–0             | 0–1              |
| Marion Bartoli                | 0–1    | 0%    | 0–0                      | 0–1                    | 0–0             | 0–0              |
| Irina Spîrlea                 | 0–2    | 0%    | 0–0                      | 0–2                    | 0–0             | 0–0              |
| Jugadoras en el octavo lugar  |        |       |                          |                        |                 |                  |
| Alicia Molik                  | 3–2    | 60%   | 2–1                      | 1–1                    | 0–0             | 0–0              |
| Anna Kournikova               | 1–5    | 16.7% | 1–4                      | 0–1                    | 0–0             | 0–0              |
| Ai Sugiyama                   | 0–3    | 0%    | 0–1                      | 0–0                    | 0–0             | 0–2              |
| Jugadoras en el noveno lugar  |        |       |                          |                        |                 |                  |
| Lori McNeil                   | 1–1    | 50%   | 1–1                      | 0–0                    | 0–0             | 0–0              |
| Paola Suárez                  | 2–3    | 40%   | 2–0                      | 0–3                    | 0–0             | 0–0              |
| Dominique Monami              | 1–3    | 25%   | 0–1                      | 0–1                    | 0–0             | 1–1              |
| Sandrine Testud               | 0–3    | 0%    | 0–0                      | 0–2                    | 0–0             | 0–1              |
| Jugadoras en el décimo lugar  |        |       |                          |                        |                 |                  |
| / Karina Habšudová            | 3–2    | 60%   | 1–1                      | 1–1                    | 0–0             | 1–0              |
| Barbara Paulus                | 0–3    | 0%    | 0–1                      | 0–1                    | 0–0             | 0–1              |
| Total                         | 54–138 | 28.1% | 29–64 (31.2%)            | 14–44 (24.1%)          | 1–4 (20%)       | 11–25 (30.6%)    |